# Arco del Tiempo
El Arco del Tiempo es un arco de piedra natural de 180 metros de altura, uno de los más grandes del mundo en su género ubicado en el cañón del río La Venta de Cintalapa, en el estado de Chiapas. El cañón es una barranca de 80 kilómetros de largo con paredes de hasta 400 metros de altura y angosturas en ocasiones de tan sólo diez metros y más de 80 millones de años de antigüedad. En él se pueden encontrar cuevas y cascadas en sus paredes y miradores. Este arco fue descubierto formalmente en 1989 por exploradores italianos.